# Autodesk Softimage
Chronologie des versions
Softimage 3D (en)
Softimage|XSI est un logiciel de modélisation, d'animation et de rendu 3D professionnel créé en 1986 par Daniel Langlois.

## Historique

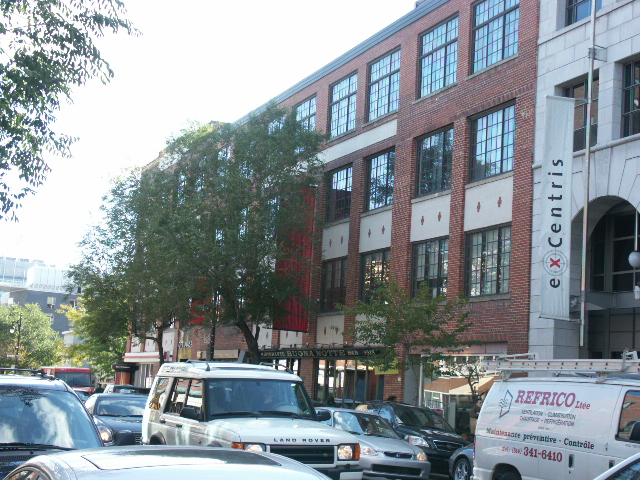
Édifice montréalais de Softimage sur le boulevard Saint-Laurent.

Ce logiciel a été conçu à Montréal, où la société éponyme est fondée en 1986 par le designer Daniel Langlois. En 1994, la société Softimage est acquise par Microsoft pour un montant de 130 000 000 dollars. Quatre années plus tard, elle est vendue à l'un des spécialistes dans le monde de l'édition vidéo, Avid Technology, pour un montant de 285 000 000 dollars.
En 2001, le tribunal de commerce de Nanterre (Hauts-de-Seine) condamne la société Microsoft France, à travers sa défunte filiale Softimage France, à 3 000 000 FRF (661 620 EUR2023) de dommages et intérêts pour contrefaçon. Le 23 octobre 2008, Autodesk se porte acquéreur des actifs 3D du logiciel pour 35 000 000 dollars,,.
Ce logiciel est utilisé dans la conception des films Jurassic Park et la prélogie Star Wars, ainsi que pour les jeux vidéo Half-Life 2, Prince of Persia (les Sables du temps) et Resident Evil 4. Le prix de vente du logiciel est plus abordable que ses concurrents direct (500 $ de moins que Maya ou 3DSMax par exemple) et une version gratuite de trois ans est disponible pour les étudiants.
En mai 2014, Autodesk annonce une nouvelle et dernière version du logiciel, c'est la fin du développement de Softimage,.

## Plates-formes
À l'origine, en 1988, Softimage fonctionne sur Irix, le système d'exploitation des stations de travail Silicon Graphics qui sont utilisées pour leur puissance de calcul bien au-dessus des ordinateurs grand public de l'époque. À la suite du rachat de la société par Microsoft, Softimage est développé sous Windows NT en 1996. À partir de la version 4.0 sortie en 2002, une version Linux est également proposée. Entre-temps, la puissance des processeurs et des cartes graphiques des ordinateurs personnels ont rattrapé celle des stations Silicon Graphics pour un moindre coût. Le remplacement progressif de ces dernières par les ordinateurs PCs sous Linux dans les sociétés de production d'effets spéciaux provoque l'arrêt du développement de la version Irix. Les dernières versions de Softimage n'existent que pour les systèmes d'exploitation Windows et Linux.